# Callinicus (exarch)
Callinicus of Kallinikos was exarch van Ravenna van 598 tot 603.

## Biografie
In tegenstelling tot zijn voorganger Romanus, was Callinicus, de man voor de vrede, dit had te maken met het dreigende gevaar van de Balkanoorlog (582-602). Eenmaal in functie sloot hij vrede met de Longobardische koning Agilulf. Agilulf had te maken met tumult in eigen rangen, de Longobardische hertogen waren vrij autonoom en hij zag het niet als opportuun om de vrede te verlengen. Om de druk te verhogen viel Callinicus, de stad Parma aan en schaakte de dochter van Agilulf samen met haar man, hertog Godescalc.
Razend, viel Agilulf het exarchaat Ravenna binnen, vernietigde Padua, plunderde Istrië en versloeg vervolgens Callinicus buiten de muren van Ravenna.
In 602 werd keizer Mauricius vermoord, de nieuwe keizer Phocas zette Callinicus af en verving hem door Smaragdus, die al eens exarch was tussen 585 en 589.